# Anniversaire
Pour les articles homonymes, voir anniversaire (homonymie).
 (septembre 2021).
 (novembre 2023).
La mise en forme du texte ne suit pas les recommandations de Wikipédia : il faut le « wikifier ».
Les points d'amélioration suivants sont les cas les plus fréquents. Le détail des points à revoir est peut-être précisé sur la page de discussion.
- Les titres sont pré-formatés par le logiciel. Ils ne sont ni en capitales, ni en gras.
- Le texte ne doit pas être écrit en capitales (les noms de famille non plus), ni en gras, ni en italique, ni en « petit »…
- Le gras n'est utilisé que pour surligner le titre de l'article dans l'introduction, une seule fois.
- L'italique est rarement utilisé : mots en langue étrangère, titres d'œuvres, noms de bateaux, etc.
- Les citations ne sont pas en italique mais en corps de texte normal. Elles sont entourées par des guillemets français : « et ».
- Les listes à puces sont à éviter, des paragraphes rédigés étant largement préférés. Les tableaux sont à réserver à la présentation de données structurées (résultats, etc.).
- Les appels de note de bas de page (petits chiffres en exposant, introduits par l'outil «  Source ») sont à placer entre la fin de phrase et le point final[comme ça].
- Les liens internes (vers d'autres articles de Wikipédia) sont à choisir avec parcimonie. Créez des liens vers des articles approfondissant le sujet. Les termes génériques sans rapport avec le sujet sont à éviter, ainsi que les répétitions de liens vers un même terme.
- Les liens externes sont à placer uniquement dans une section « Liens externes », à la fin de l'article. Ces liens sont à choisir avec parcimonie suivant les règles définies. Si un lien sert de source à l'article, son insertion dans le texte est à faire par les notes de bas de page.
- La présentation des références doit suivre les conventions bibliographiques. Il est recommandé d'utiliser les modèles {{Ouvrage}}, {{Chapitre}}, {{Article}}, {{Lien web}} et/ou {{Bibliographie}}. Le mode d'édition visuel peut mettre en forme automatiquement les références.
- Insérer une infobox (cadre d'informations à droite) n'est pas obligatoire pour parachever la mise en page.

Pour une aide détaillée, merci de consulter Aide:Wikification.
Si vous pensez que ces points ont été résolus, vous pouvez retirer ce bandeau et améliorer la mise en forme d'un autre article.

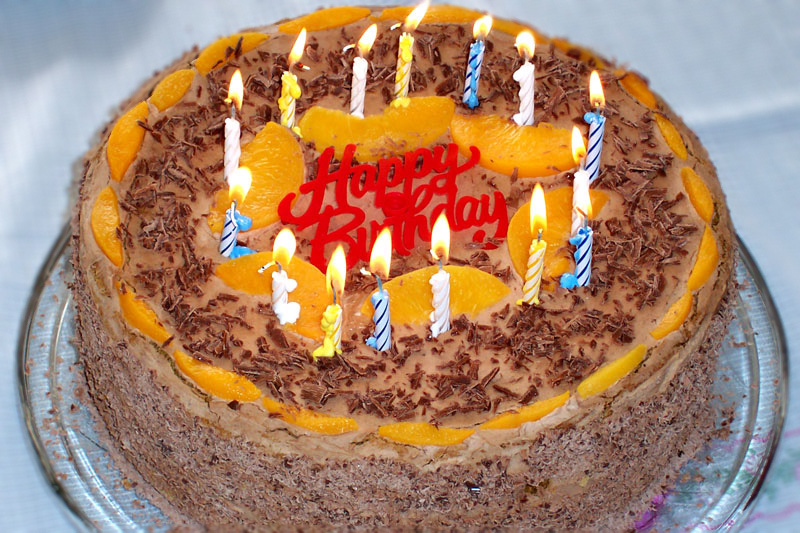
Gâteau d'anniversaire avec 15 bougies.

Un anniversaire est la commémoration d'un événement célébrée au jour anniversaire de la date où il a eu lieu. (Par exemple une naissance).
Dans de nombreuses cultures, il est fréquent de célébrer l'anniversaire de la naissance de ses proches (parents, amis) en organisant une fête et en offrant des cadeaux à la personne concernée. C'est également l'occasion, ce jour-là, de les choyer plus qu'à l'accoutumée, de réaliser certains de leurs souhaits, …

## Origine des traditions occidentales pour les anniversaires de naissances
« Les diverses coutumes que l'on observe aujourd'hui lors des anniversaires de naissance ont une longue histoire. Leurs origines sont liées à la magie et à la religion. Les pratiques en usage dans les temps anciens, qui consistaient à adresser des félicitations, à offrir des cadeaux et à fêter l'événement — des bougies allumées venant couronner le tout — étaient censées protéger des démons celui qui célébrait son anniversaire ; on assurait ainsi sa sécurité pour l'année à venir. (…) Jusqu'au IVe siècle, le christianisme a rejeté la célébration des anniversaires, les considérant comme une coutume païenne. » 
Dans l'Ancien Testament, un festin d'anniversaire est cité en Genèse 40, 20, dans l'histoire de Joseph : « Et il arriva, le troisième jour, jour de la naissance du Pharaon, qu’il fit un festin à tous ses serviteurs ; et il éleva la tête du chef des échansons et la tête du chef des panetiers au milieu de ses serviteurs : il le rétablit dans son office d’échanson (...). Mais le chef des panetiers, il le pendit. »
Dans le Nouveau Testament, un festin d'anniversaire est cité en Marc 6, 21 quand la fille d'Hérodiade obtient la tête de Jean le Baptiste : “Or vint un jour propice, quand Hérode, à l’anniversaire de sa naissance, fit un banquet pour les grands de sa cour, les officiers et les principaux personnages de la Galilée : - la fille d’Hérodiade entra et dansa, et plut tant à Hérode qu’il promit avec serment de lui donner ce qu’elle demanderait. Et elle de dire, endoctrinée par sa mère: ‘Donne-moi ici, sur un plat, la tête de Jean le Baptiste.’ (...) il envoya décapiter Jean dans la prison.”
« Les Grecs croyaient qu'à chaque humain s'attachait un esprit protecteur ou daimôn qui assistait à sa naissance et veillait sur lui durant sa vie. Cet esprit était en relation mystique avec le dieu dont l'anniversaire correspondait au jour de naissance de l'individu. Les Romains aussi souscrivaient à cette idée. (...) Cette croyance a fait son chemin et se retrouve dans les notions d'ange gardien, de marraine fée et de saint patron. (...) La coutume consistant à allumer des bougies sur les gâteaux a commencé avec les Grecs. (...) Des gâteaux de miel, ronds comme la lune et éclairés par des cierges, étaient déposés sur les autels du temple de Diane. (...) La croyance populaire attribue aux bougies d'anniversaire le pouvoir magique d'exaucer les souhaits. (...) Les cierges allumés et les feux sacrificiels ont toujours eu une signification mystique particulière depuis que l'homme a commencé à dresser des autels à ses dieux. Les bougies sont donc un hommage à l'enfant qui fête son anniversaire; elles lui font honneur et lui portent chance. (...) Les souhaits d'anniversaire et les vœux de bonheur font partie intégrante de la fête. (...) Cette croyance prend ses racines dans la magie. (...) Les souhaits d'anniversaire peuvent faire du bien ou du mal parce que l'on est plus proche du monde des esprits à ce moment précis. »
Dans la plupart des pays anglophones, mais également dans de nombreux autres pays, il est d'usage de chanter la chanson traditionnelle Happy Birthday to You à la personne fêtant son anniversaire. Cette chanson est traduite en de nombreuses langues, comme Joyeux anniversaire en France et Bonne fête au Québec. Ce moment de la fête coïncide habituellement avec la présentation du gâteau d'anniversaire (on baisse alors les lumières pour rendre ce moment plus solennel). Alternativement, on peut aussi chanter en France la chanson Bon anniversaire, nos vœux les plus sincères. Cette dernière est une « ritournelle » (de l'italien « ritorno », retour), qui se finit sur le vœu "Et que l'an fini, nous soyons tous réunis pour chanter en chœur bon anniversaire" : la fin de la chanson annonce le "retour" de date au principe même de l'anniversaire (du latin "annus-versus", là où verse l'année).
Au Québec, il est aussi courant de chanter une version modifiée de la chanson Gens du pays, écrite par Gilles Vigneault. Cette chanson a originellement une connotation souverainiste. On modifiera les passages « Gens du pays » par « Mon cher <prénom> » ou « Ma chère <prénom> ». Par exemple, si le fêté se prénomme Jean, on lui chantera : « Mon cher Jean, c'est à ton tour, de te laisser parler d'amour » à deux reprises.
Au Québec, le terme « fête » est beaucoup plus utilisé qu'« anniversaire ». On dit qu'un fêté fête sa fête et on lui souhaite une bonne fête. Le terme « anniversaire » est tout de même le seul utilisé pour souligner un événement, comme un 50e anniversaire de mariage.
Il arrive que l'on chante une chanson au restaurant lorsque quelqu'un y va pour son anniversaire. Le serveur ou les serveurs du restaurant peuvent entonner le chant lorsque le dessert est apporté à table. Le dessert peut comporter un cierge magique à la place d'une bougie. Les autres clients du restaurant se joignent généralement au chant d'anniversaire. Dans certains restaurants les serveurs interprètent un chant d'anniversaire spécial ou une danse.
Le gâteau d'anniversaire est traditionnellement un gâteau richement décoré, notamment de bougies dont le nombre, la disposition ou la forme représentent l'âge de la personne (en particulier lorsque le nombre de bougies nécessaires pour figurer cet âge est trop important). Pour rendre l'effet plus spectaculaire, on présente souvent ce gâteau, les bougies allumées, après avoir réduit la luminosité de la pièce. Lorsque l'on amène le gâteau à la table de la personne dont c'est l'anniversaire, les invités chantent « Joyeux anniversaire ». Une fois la chanson finie, la personne peut ménager un silence durant lequel il peut formuler intérieurement un souhait, puis éteint les bougies en les soufflant. La tradition veut que si toutes les bougies sont éteintes en une fois, le vœu s'accomplira. Une autre superstition associée aux vœux d'anniversaire est que si la personne révèle son vœu, celui-ci ne pourra s'accomplir. Il est très courant que ce soit la personne fêtée qui découpe la première part du gâteau, sauf dans le cas des jeunes enfants.
Un jour d'anniversaire est souvent considéré comme un jour particulier pour une personne, qui reçoit généralement des attentions spéciales de ses parents et amis. C'est particulièrement vrai pour les enfants, qui attendent avec impatience leur propre anniversaire. A contrario, beaucoup d'adultes détestent se souvenir qu'ils vieillissent continuellement. En plus des fêtes, les gens reçoivent des cadeaux lors de leur anniversaire. Il est également de coutume d'envoyer une carte d'anniversaire à la personne, surtout lorsqu'on n'est pas présent physiquement pour lui souhaiter un Joyeux anniversaire.
Les fêtes d'anniversaires des enfants comportent souvent des jeux amusants, comme épingler la queue sur l'âne, les chaises musicales, une chasse au trésor etc. Pour les adultes, les fêtes ont tendance à être plus formelles, comme un dîner au restaurant. Depuis toujours, les fêtes ont pour but de faire plaisir à la personne célébrée. En réalité, le jour d'anniversaire est parfois appelé « meilleur jour de l'année », tandis que le jour suivant est nommé « pire jour de l'année » car il faut attendre toute une année pour avoir un autre anniversaire.
Il existe aussi la tradition des surprise-parties (une fête-surprise, au Québec). Cela amène parfois certaines personnes à se sentir ignorées car il semble que leur anniversaire a été oublié, alors qu'il n'a en fait pas été mentionné parce qu'une fête surprise a été préparée. Par ailleurs, certaines personnes ne relèvent pas le fait que rien n'ait été préparé pour leur anniversaire, parce qu'elles espèrent une fête surprise.
En Amérique latine, la fête d'anniversaire est souvent accompagnée d'une piñata que la personne doit briser à l'aide d'un bâton, et qui contient des bonbons et des cadeaux. De plus, la fête d'anniversaire la plus importante pour une fille est sa fête des 15 ans, étant donné qu'il s'agit d'un rite de passage de l'enfance à l'âge adulte. Cette fête est attendue avec impatience, puisque lors de cet anniversaire, la nouvelle quinceañera se voit accorder des privilèges qui lui donnent le sentiment d'être plus mature. Par exemple, elle a le droit de porter du maquillage et des souliers à talons hauts pour la première fois de sa vie. La jeune fille commence par aller à l'église pour demander la protection de la Vierge Marie pendant une messe spéciale. Ensuite, elle danse à un bal donné en son honneur.

## Histoire de la célébration des anniversaires en Occident
Dans l'Antiquité, le jour de naissance fait l’objet d'une célébration régulière, la natalice (du latin natalicia, repas anniversaire de naissance) sous la forme d’un « rite religieux privé et public ». Il est notamment réservé aux empereurs dont l'anniversaire donne lieu à des sacrifices.
À la fin du XIIIe siècle, Le Livre de Marco Polo décrit les festivités fastueuses auxquelles donne lieu l'anniversaire de l'empereur de Chine Kubilai Khan.
La célébration des anniversaires devient plus rare durant le Moyen Âge européen (la date de naissance est d'ailleurs rarement connue), l'Église catholique romaine lui étant hostile du fait de ses origines païennes et que la naissance rappelle le péché originel, préférant promouvoir la fête du « saint patron » correspondant à son prénom de baptême ou à la mort (natalice ou anniversarium funéraire) considérée comme la dies natalis, « jour de naissance » (à la résurrection). Seules exceptions : la « Nativité de Jésus-Christ », la « Nativité de saint Jean-Baptiste »  et la « Nativité de la Vierge Marie » (fête chrétiennes qui récupèrent les cultes liés aux solstices mais qui ne sont pas des dates d'anniversaire au sens strict) . Cependant, elle réapparaît épisodiquement à partir du XIIIe siècle (premières autobiographies astrologiques dans des traités dus à Richard de Fournival, Henri Bate de Malines, « révolution de la nativité » dans des horoscopes individuels au XIVe siècle) et connaît une résurgence à l'époque de la Réforme : ils sont alors considérés comme une bonne manière de transférer l'attention vers une autre date que le jour de la fête du saint, dans la lignée du rejet du culte des saints et correspondent au renouveau des horoscopes ou parfois à l'espièglerie d'enfants des cours princières qui désirent célébrer ce jour. Néanmoins au XIXe siècle, beaucoup de codes de savoir-vivre d'orientation catholique privilégient encore la fête du « saint patron », la célébration de l'anniversaire se diffusant progressivement dans la bourgeoisie puis dans le monde ouvrier au XXe siècle.

## Anniversaires importants
Les occasions de célébrer un anniversaire important sont diverses :
- Quand un nombre clé est atteint, par exemple le 1er, 10e, 20e, 50e ou 100e anniversaire.
- Dans beaucoup de Constitutions, on devient un adulte aux yeux de la loi à un certain anniversaire, et l'on acquiert à un certain âge différents droits et responsabilités : le vote, le droit de consommer certaines substances (par exemple l'alcool, le tabac), l'appel au service militaire, le permis de conduire, etc.

- Beaucoup de cultures accordent de l'importance à certains anniversaires.
  - Dans les familles juives, les garçons célèbrent Bar Mitzvah à leur 13e anniversaire. Les filles, quant à elles, fêtent Bat Mitzvah à leur 12e ou 13e anniversaire.
  - En Amérique latine, la fête de quinceañera célèbre traditionnellement le 15e anniversaire d'une jeune fille.
  - Beaucoup d'adolescentes aux États-Unis organisent un Sweet Sixteen Party à l'âge de 16 ans.
- Chaque année, en janvier, les jeunes japonais ayant eu 20 ans au cours de l'année célèbrent leur passage à l'âge adulte avec une grande fête qui porte le nom de seijin shiki. Pour l'occasion, ils revêtent de beaux kimonos. De plus, ils sont conviés à la mairie de leur ville, où ils assistent à une cérémonie protocolaire pendant laquelle ils se voient adresser des vœux de félicitations par le maire en plus d'avoir droit à un petit spectacle, parfois concocté par des camarades. Après, certains continuent de fêter en famille, d'autres se rassemblent entre amis dans un bar pour trinquer.
  - Dans les pays où il est interdit de consommer de l'alcool avant un certain âge, il est souvent d'usage de se saouler avec ses amis dès que l'on a atteint l'âge légal; certains bars facilitent cette pratique en servant des boissons « spéciales » fortement alcoolisées. Ce phénomène a moins d'ampleur dans les pays où il n'existe pas d'âge minimum strict pour la consommation d'alcool.

Les dates d'anniversaire de personnages emblématiques comme Jésus, Mahomet ou Martin Luther King sont souvent l'occasion de périodes de festivité, parfois de vacances.

## Anniversaires officiels et alternatifs
Certaines personnalités, en particulier les monarques tels que la reine Élisabeth II ont des « anniversaires officiels » qui ne correspondent pas à leur date d'anniversaire réel, mais au cours desquels les célébrations ont lieu. Dans les cas particuliers, où la date d'anniversaire réelle d'un personnage historique n'est pas connue, par exemple celle de Jésus, il est commun qu'une date particulière lui soit attribuée.
Les enfants qui sont nés le 29 février, ce qui se produit seulement pendant les années bissextiles, soit tous les quatre ans, célèbrent leur anniversaire le 28 février ou le 1er mars durant les années non bissextiles.

## Commémoration
Si l'anniversaire est concerné à un événement ou une personne de notoriété, l'anniversaire pourra être assorti d'une cérémonie particulière, la commémoration, et des actions ou objets de mémoire produits à cette occasion : monument artistique, plantation d'arbre, médaille seront dits commémoratifs.
L'anniversaire peut ne pas seulement concerner la naissance mais aussi différents événements notables selon les cultures : un mariage, la nomination à une fonction, le décès d'une personne, la signature d'un contrat, la survenance d'une bataille, un armistice, une catastrophe, une déclaration.
William Johnston a commenté le "culte des anniversaires" de la fin du XXe siècle et Christian Heslon souligne que les langues latines ne font pas la différence entre anniversaires de naissance et autres anniversaires commémoratifs, au contraire des langues germaniques (birthday ou Geburtstag, anniversary ou Gedenktag).

## Aspects psychologiques de l'anniversaire
Les effets psychologiques des anniversaires se répartissent en quatre catégories :
- Le « syndrome d'anniversaire », d'abord identifié par Josephine Hilgard[13], puis vulgarisé en France par Anne Ancelin Schützenberger[14] dans ses travaux sur la psychogénéalogie ;
- Le birthday stress, qui désigne la corrélation statistiquement significative entre date anniversaire de naissance et date de décès à certains âges et selon le genre ;
- Le birthday blues, qui concerne la tristesse ou la morosité éprouvée autour de certains de ses anniversaires (par exemple au changement de dizaine, à 30 ou 40 ans) ;
- Les réactions aux anniversaires, qui font état de certaines désinhibitions autour de dates anniversaires, ou bien d'effets bénéfiques de la fête anniversaire sur l'assimilation de l'avancée en âge adulte.

## Astrologie
De nombreux systèmes astrologiques existent dans le monde, qui déterminent le signe astrologique d'une personne d'après sa date d'anniversaire et éventuellement l'heure et le lieu de naissance. Ils prétendent en déduire son caractère, ses affinités, voire de prédire son destin.